# Lole (album)
Lole è il primo ed unico album inciso dalla showgirl Michelle Hunziker. È stato pubblicato dalla Sony BMG il 1º dicembre 2006.

## Descrizione
L'album include tredici brani di musica pop ed è stato commercializzato solamente nei paesi di lingua tedesca, dove ha riscosso un deludente successo, nonostante la fama che la Hunziker aveva conquistato in Germania,  soprattutto per il suo ruolo di conduttrice.
Unico singolo estratto dall'album è stato il pezzo From Noon Till Midnight, ma in Italia è stato conosciuto anche il pezzo Get Out, poiché è stato trasmesso come stacchetto delle veline nell'edizione 2006/2007 di Striscia la notizia, programma condotto dalla stessa Hunziker, ed è stato inserito nell'album di Sanremo 2007, condotto dalla showgirl e Pippo Baudo. L'album contiene ben tre cover della cantante maltese Ira Losco: Get Out, Love Me Or Hate Me e Someone Else. Contiene anche una cover del brano Little Lies dei Fleetwood Mac.

## Tracce
CD Seven Days 88697 02150 2 (Sony BMG) / EAN 0886970215022
1. Get Out - 3.58
2. From Noon Till Midnight - 3:13
3. Fly - 3:53
4. Little Lies - 3:50
5. Please Come Back (duetto con Timothy James) - 4:01
6. Although It's Over (Remix) - 3:54
7. Silent Tears - 4:32
8. Love Me or Hate Me - 4:05
9. If I Ever Fall in Love - 3:37
10. Someone Else - 4:04
11. The Gift - 4:38
12. No One Else Like You - 4:08
13. Although It's Over (Original Mix) - 3:51